# Women's Basketball Hall of Fame
Le Women's Basketball Hall of Fame honore les hommes et les femmes ayant contribué au basket-ball féminin. Ce temple de la renommée a été créé en 1999 à Knoxville (Tennessee). C'est la seule installation de ce type dédiée à tous les niveaux du basketball féminin. Knoxville est connue pour avoir un grand nombre de fans de basket-ball féminin et pour être le siège de l'équipe de Basket-ball Lady Volunteers du Tennessee (en) de l'Université du Tennessee.
Les intronisés peuvent être nommés dans les catégories suivantes : entraîneur, entraîneur vétéran, joueur, joueur international, joueur vétéran, contributeur et officiel.

## Faits marquants
En 2015, l'équipe 1972-74 des The Mighty Macs d'Immaculata College rejoint les « Trailblazers of the Game » (pionniers) constitué des All American Red Heads, les Edmonton Grads, les Former Helms/Citizens Savings/Founders Bank, les Wayland Baptist Flying Queens et de l'équipe olympique américaine de 1976.

## Membres du Women's Basketball Hall of Fame

### Promotion 1999

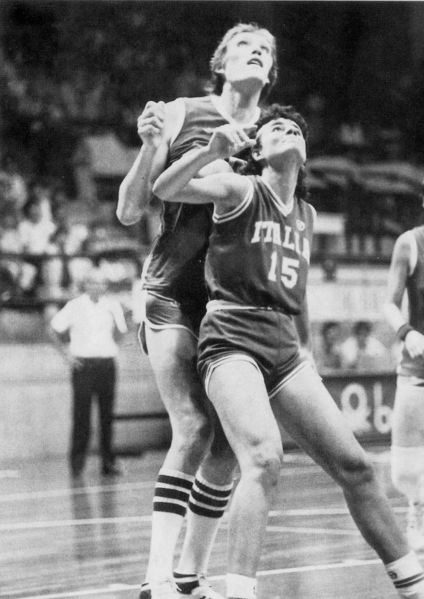
La soviétique Ouliana Semionova.

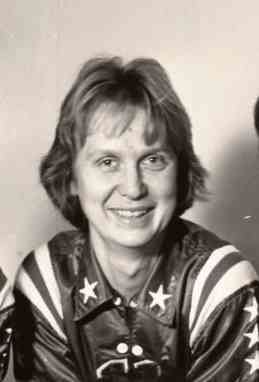
Nera White, MVP du championnat AAU de 1965.

- Anne Donovan
- Ann Meyers
- Cheryl Miller (joueuse)
- Lidia Alexeyeva
- Ouliana Semionova (joueuse)
- Shin-Ja Park
- Senda Abbott
- Carol Blazejowski (joueuse)
- Joanne Bracker
- Jody Conradt
- Joan Crawford
- Denise Curry
- Carol Eckman
- Betty Jo Graber
- Lusia Harris-Stewart

- John Head
- Nancy Lieberman (joueuse)
- Darlene May
- Billie Moore
- Harley Redin
- Jim Smiddy
- Pat Head Summitt (entraîneuse)
- Bertha Teague
- Margaret Wade (entraîneuse)
- Nera White (joueuse)

### Promotion 2000
- Alline Banks Sprouse
- Mildred Barnes
- Breezy Bishop
- E. Wayne Cooley
- Nancy Dunkle
- Olga Soukharnova (joueuse)
- Borislav Stanković (contributeur)
- Fran Garmon
- Dorothy Gaters
- Sue Gunter
- Rita Horky
- Betty F. Jaynes
- George E. Killian (contributeur)
- Kim Mulkey-Robertson
- Cindy Noble Hauserman
- Lorene Ramsey
- Patricia (Trish) Roberts
- Sue Rojcewicz
- Cathy Rush
- Juliene Brazinski Simpson
- Katherine Washington
- Dean Weese
- Marcy Weston
- Kay Yow

### Promotion 2001

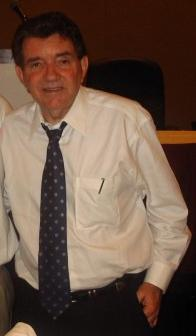
Van Chancellor.

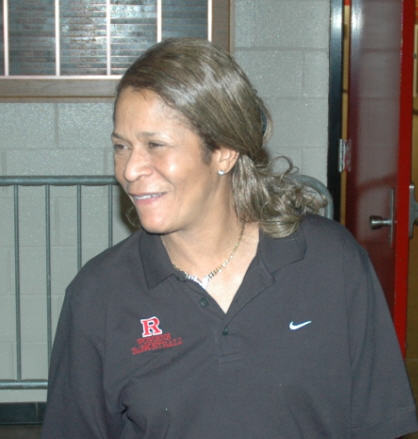
C. Vivian Stringer.

- Vanya Voynova (joueuse)
- Van Chancellor (entraîneur)
- Theresa Grentz (joueuse)
- Phyllis Holmes
- LaTaunya Pollard
- Linda K. Sharp
- C. Vivian Stringer (entraîneuse)
- Hazel Walker
- Rosie Walker
- Holly Warlick

### Promotion 2002

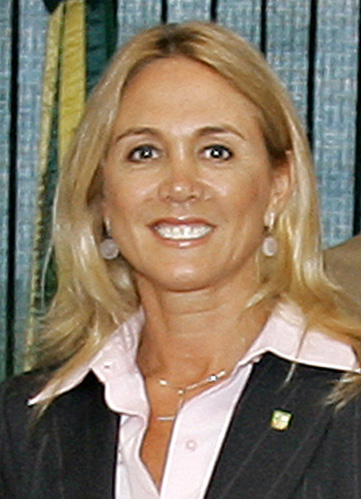
La brésilienne Hortência Marcari.

- Cindy Brogdon
- Hortência Marcari (joueuse)
- Kamie Ethridge
- Margaret Sexton Gleaves
- Sandra Meadows
- Lea Plarski
- Marianne Stanley
- Tara VanDerveer

### Promotion 2003
- Leon Barmore
- Tara Heiss
- Claude Hutcherson
- Patsy Neal
- Doris Rogers
- Marsha Sharp

### Promotion 2004
- Sylvia Hatchell
- Lurlyne Greer Rogers
- Amy Ruley
- Bev Smith
- William L. "Bill" Wall
- Marian Washington

### Promotion 2005
- Joe Ciampi
- Kelli Litsch
- Hunter Low
- Edna Tarbutton
- Dixie Woodall
- Lynette Woodard (joueuse)

### Promotion 2006

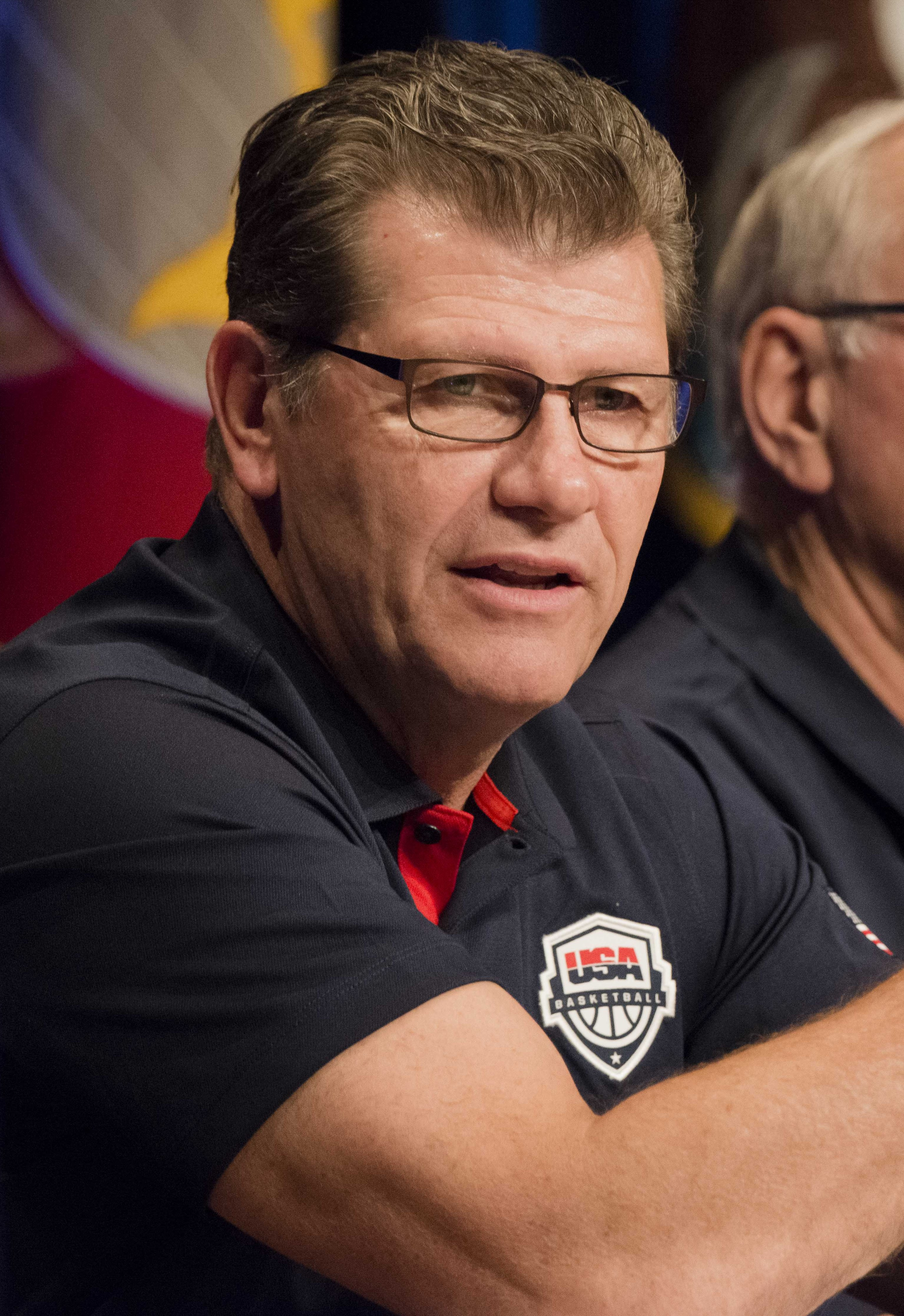
Geno Auriemma en 2014.

- Geno Auriemma (entraîneur)
- Maria Paula Gonçalves da Silva
- Clarissa Davis-Wrightsil
- Janice Lawrence Braxton
- Katrina McClain Johnson (joueuse)
- Barbara Stevens

### Promotion 2007
- Daedra Charles-Furlow (joueuse)
- Bridgette Gordon
- Mel Greenberg
- Pamela Kelly-Flowers
- Andy Landers
- Andrea Lloyd-Curry

### Promotion 2008
- Debbie Ryan
- Patty Broderick
- Lin L. Laursen
- Jill Rankin Schneider
- Suzie McConnell Serio
- Michele Timms (joueuse)

### Promotion 2009

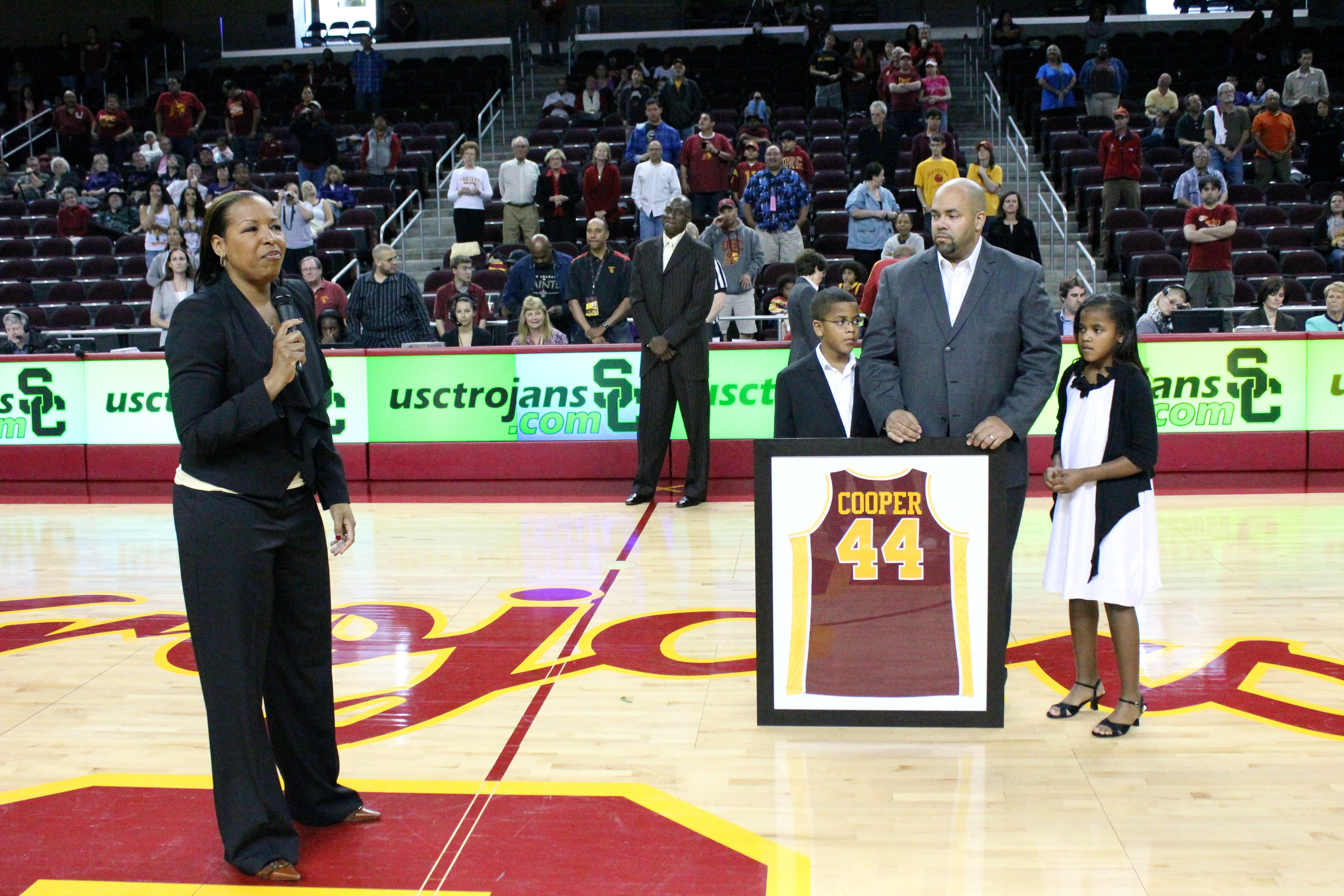
Cynthia Cooper.

- Jennifer Azzi (joueuse)
- Cynthia Cooper (joueuse)
- Jennifer Gillom
- Sonja Hogg
- Jill Hutchison
- Ora Washington

### Promotion 2010
- Rebecca Lobo (joueuse)
- Teresa Edwards (joueuse)
- Teresa Weatherspoon (joueuse)
- Leta Andrews
- Gloria Ray
- Chris Weller

### Promotion 2011
- Val Ackerman (contributeur)
- Ruthie Bolton (joueuse)
- Vicky Bullett (joueuse)
- Muffet McGraw (entraîneuse)
- Pearl Moore (joueuse)
- Lometa Odom (joueuse)

### Promotion 2012
- Nancy Fahey (entraîneuse)
- Nikki McCray (joueuse)
- Pam McGee (joueuse)
- Inge Nissen (joueuse)
- Robin Roberts (contributeur)
- Dawn Staley (joueuse)

### Promotion 2013

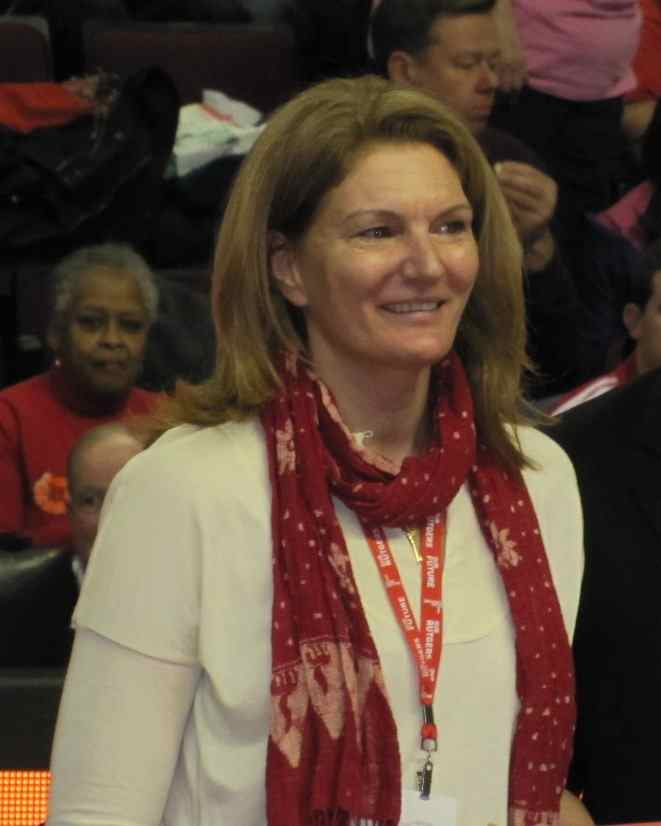
Sue Wicks.

- Gary Blair
- Jim Foster
- Peggie Gillom-Granderson
- Jennifer Rizzotti
- Annette Smith-Knight
- Sue Wicks

### Promotion 2014
- Jasmina Perazic (joueuse)
- Mimi Griffin (contributrice)
- Yolanda Griffith (joueuse)
- Michelle Edwards (joueuse)
- Lin Dunn (entraîneuse)

### Promotion 2015
- Lisa Leslie (joueuse)
- Janeth Arcain (joueuse)
- Janet Harris (joueuse)
- Kurt Budke (entraîneur)
- Gail Goestenkors (entraîneuse)
- Brad Smith (entraîneur)

### Promotion 2016
- Jackie Stiles (joueuse)
- Natalie Williams (joueuse)
- June Courteau (arbitre)
- Bill Tipps (arbitre)
- Joe Lombard (entraîneur)
- Sherri Coale (entraîneuse)
- Équipe des États-Unis de 1996 (pionnier)

### Promotion 2017
- Sally Bell
- Christine Grant
- Rick Insell
- Louise O'Neal
- Sheryl Swoopes (joueuse)
- Kara Wolters (joueuse)

### Promotion 2018
- Rose Marie Battaglia (contributeur, vétéran)
- Chris Dailey (contributeur, assistant entraîneur)
- Mickie DeMoss (contributeur, assistant entraîneur)
- Ceal Barry (entraîneuse)
- Katie Smith (joueuse)
- Chamique Holdsclaw (joueuse)
- Tina Thompson (joueuse)
- Women's Professional Basketball League (pionnier)

### Promotion 2019
- Beth Bass
- Carolyn Bush Roddy
- Joan Cronan
- Nora Lynn Finch
- Ticha Penicheiro (joueuse)
- Ruth Riley (joueuse)
- Valerie Still

### Promotion 2020
- Debbie Brock (en) (joueuse)
- Carol Callan (contributrice)
- Swin Cash (joueuse)
- Tamika Catchings (joueuse)
- Sue Donohoe (contributrice)
- Lauren Jackson (joueuse)
- Carol Stiff (contributrice)
- David Stern (contributeur)

### Promotion 2022
Annonce de la promotion 2022 :
- Debbie Antonelli (en)
- Doug Bruno
- Becky Hammon
- DeLisha Milton-Jones
- Paul Sanderford (en)
- Bob Schneider (en)
- Penny Taylor

### Promotion 2023
- Cathy Boswell
- Donna Lopiano (en)
- Lisa Mattingly
- Carolyn Peck (en)
- Lindsay Whalen

### Promotion 2024
Annonce de la Promotion 2024:
- Seimone Augustus
- Rita Gail Easterling (en)
- Taj McWilliams-Franklin
- Maya Moore
- Violet Palmer
- Sue Phillips
- Roonie Scovel